# Huka lobata
Huka lobata là một loài nhện trong họ Agelenidae.
Loài này thuộc chi Huka. Huka lobata được miêu tả năm 1973 bởi Raymond Robert Forster & Wilton.